# جعفر بن محمد الحسني
الشَّريف أبو محمد جعفر بن محمد الموسوي الحسني الهاشمي أوَّل أشراف مكة وأوَّل أمراء الأشراف الموسويين.

## نسبه
هو: الشَّريف جعفر بن محمد بن الحسين بن محمد الثائر ابن موسى الثاني بن عبد الله بن موسى الجَوْن بن عبد الله المَحْض بن الحسن المثنى بن الحسن السبط بن علي بن أبي طالب.

## أبناءه وذريته
ولد لجعفر بن محمد ولدان؛ هما: عيسى بن جعفر، لا عقب له؛ وأبو الفتوح الحسن بن جعفر؛ وشكر بن أبى الفتوح؛ وقد انقرض عقب جعفر، إلَّا أنَّ أبا الفتوح لم يكن له ولد إلَّا شكر؛ ومات شكر، ولم يولد له قط؛ وصار أمر مكَّة إلى عبد كان له.

## شرافة مكة
تغلب جعفر على مكة زمن الإخشيد سنة 358 هـ، قبل أن يملك العُبيديون مصر، بعد موت كافور سنة 356. ولمَّا توفي جعفر تلوى ابنه عيسى بن جعفر ودامت ولايته إلى سنة 384 هـ.